# 台湾総督ノ発スル行政司法ニ関スル命令公布式
台湾総督ノ発スル行政司法ニ関スル命令公布式（たいわんそうとくのはっするぎょうせいしほうにかんするめいれいこうふしき、明治31年台湾総督府令第21号）は、日本統治時代の台湾において台湾総督が発する命令の形式及び公布の手続について規定した日本の台湾総督府令。明治31年（1898年）5月1日成立、公布、施行。
本令の施行によって、台湾総督府行政司法ニ関スル命令公布式は廃止された。

## 概要
台湾総督が発する行政及び司法に関する命令は、台湾総督府報として台湾日日新報に掲載させることをもって公布式とする。